# Sint-Martinuskerk (Olland)
De Sint-Martinuskerk is de rooms-katholieke parochiekerk van Olland, gelegen aan Pastoor Smitstraat 42.
Olland werd in 1865 een zelfstandige parochie. Er werd een kerk gebouwd die in 1880 gereed kwam en ontworpen was door Hendrik Jacobus van Tulder. Deze kerk werd in 1944 echter opgeblazen.
Een nieuwe kerk kwam gereed in 1950. Architect was Martinus van Beek. Het is een landelijk, bakstenen kerkje onder zadeldak met een voorgebouwde lage, vierkante toren gedekt door een laag tentdak. De kerk heeft rondboogvensters.
Links van de kerk bevindt zich een begraafplaats met daarop een viertal neogotische priesterzerken en een calvarieberg. Voor de kerk staat een Heilig Hartbeeld uit 1926. In 2018 werd de kerk aan de eredienst onttrokken.